# سنقز بالا (ميانكوه)
سنقز بالا (بالفارسية: سنقز بالا) هي قرية تقع في إيران في خراسان رضوي. يقدر عدد سكانها بـ 28 نسمة .